# Christian Vander
Christian Vander (Nogent-sur-Marne, 1948. február 21. –) francia dzsesszdobos, énekes, zongorista. Maurice Vander – jelentős francia dzsesszzongorista – adoptált fia.

## Pályakép
Létrehozta a Magma együttest. A Magmával végzett munkája mellett szólistaként, a Christian Vander Trioval és a Christian Vander Quartettel, valamint az Offeringgel  is fellép. Zenéje ötvözi a jazz, a rock, a klasszikus zenei elemeket. Olyan sokszínű zenészek munkájáira támaszkodik, mint John Coltrane és Carl Orff.

## Lemezek
- 1988: To Love
- 2002: Les Cygnes et les Corbeaux

### Magma együttes
Magma: fúziós dzsessz, progresszív rock.

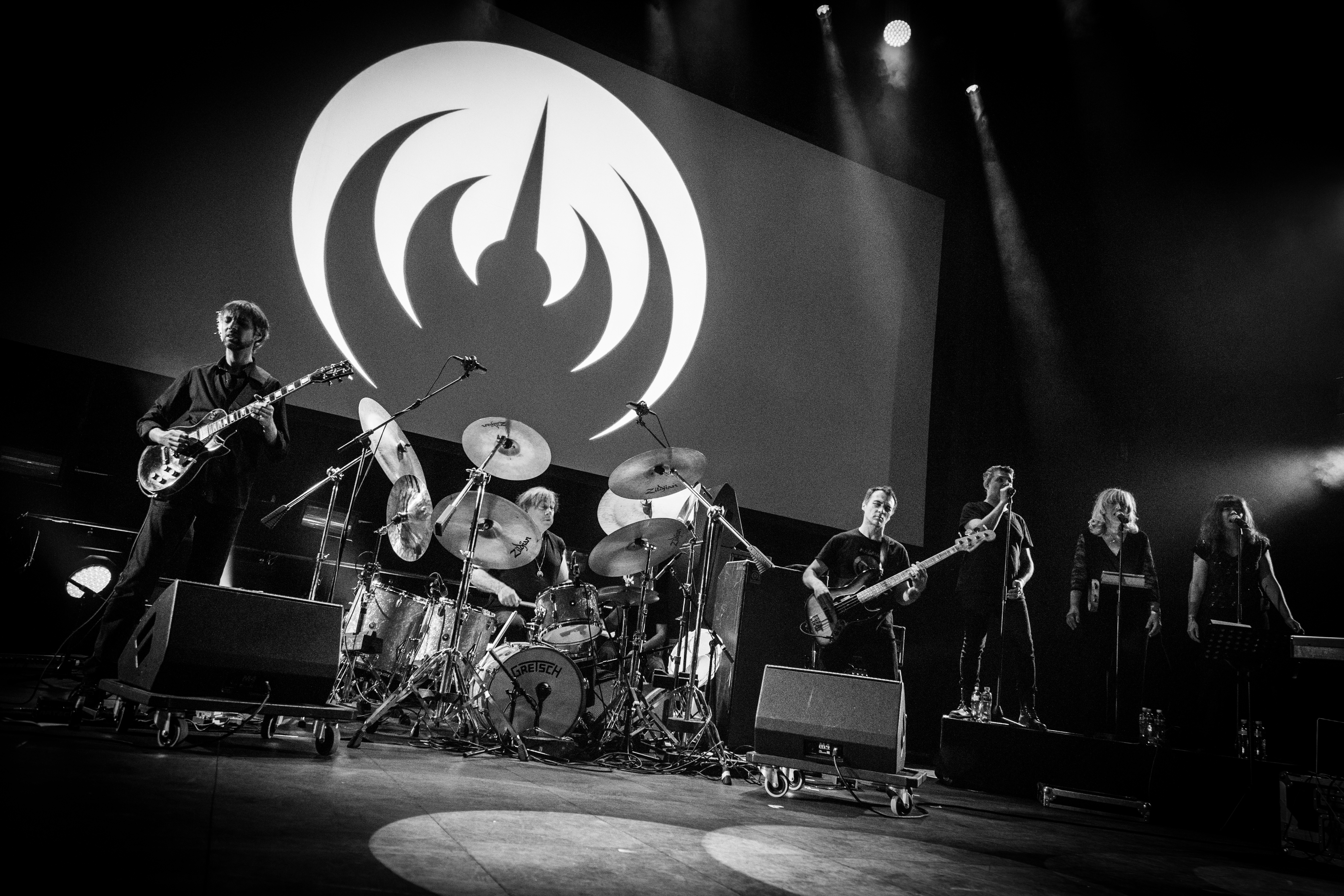
Magma band; 2017